# Sven Kopp
Sven Kopp (* 17. Februar 1995 in Weiden in der Oberpfalz) ist ein deutscher Fußballspieler.

## Laufbahn
Kopp kam in der U13 zur SpVgg Weiden (später SpVgg SV Weiden) und spielte bereits 2012/13 als 17-Jähriger in der ersten Mannschaft in der Landesliga. Er war auch in der darauf folgenden Saison in der Bayernliga Stammspieler und erzielte insgesamt zehn Tore in 67 Spielen für Weiden. Im Sommer 2014 wurde er vom Drittligisten SSV Jahn Regensburg verpflichtet. Jahns Sportchef Christian Keller nannte Kopp dabei das „größte Talent Ostbayerns“.
Am 5. August 2014, beim Heimspiel gegen die SpVgg Unterhaching am 3. Spieltag der Saison 2014/15, wurde er kurz vor der Halbzeitpause für den verletzten Sebastian Nachreiner eingewechselt und kam so zu seinem Profidebüt. Regensburg verlor die Partie mit 0:2. Kopp kam auf insgesamt vier Drittligaeinsätze, Regensburg stieg am Saisonende in die Regionalliga ab. In der Saison 2015/16 stieg er mit dem SSV Jahn als Meister der Regionalliga Bayern wieder in die 3. Liga auf. Am Ende der Saison 2016/17 stand der Aufstieg in die 2. Bundesliga. Von da an kam Kopp jedoch nur noch in der Zweiten Mannschaft des Jahn in der Bayernliga zum Einsatz.
Im Januar 2019 wechselte Kopp in die Regionalliga Bayern zur SpVgg Bayreuth.

## Erfolge
- Aufstieg in die Bayernliga 2013 mit der SpVgg SV Weiden
- Aufstieg in die 3. Liga 2016 mit SSV Jahn Regensburg
- Aufstieg in die 2. Fußball-Bundesliga 2017 mit dem SSV Jahn Regensburg

## Privates
Neben seiner Karriere als Fußballer absolviert Kopp eine Ausbildung zum Mechatroniker.